# Yolanda Be Cool
Јоланда Би Кул (енгл. Yolanda Be Cool) је музички дуо из Аусталије који чине Ендру Стенли (енгл. Andrew Stanley) и Метју Хендли (енгл. Matthew Handley). Група је оформљена 2009. у Аустралији.

## Назив групе
Име је инспирисано сценом из филма Петпарачке Приче (енг. Pulp Fiction) у којој лик Џулс (енгл. Jules) кога тумачи славни глумац Самјуел Л. Џексон (енг. Samuel L. Jackson) говори девојци пљачкашици под именом Јоланда (лик глуми Аманда Пламер (енгл. Amanda Plummer) да "Буде кул!".

## Прве песме и сарадње
Прва успешнија песма јесте Afro Nuts чији је ремикс направио аустралијски музички продуцент DCUP (право име му је Данкан МекЛенан (енгл. Duncan MacLennan)). Заједно са DCUP-ом, група је имала свој прву праву хит песму под именом We Non Speak Americano објављену 2010. године под аустралијском издавачком кућом Sweat It Out. Песма је oбрада напуљског хита Tu vuò fà l'americano Рената Карозоне-а (итал. Renato Carosone). 
We Non Speak Americano био је распродат у преко пет милиона копија, и на ЈутJубу (енгл. YouTube) је достигао преко 200 милиона прегледа. Био је на врху Британске, Шпанске, Немачке, Мексичке, Аргентинске, Шведске, Данске, Швајцарске и Еквадорске музичке топ листе, и био је на Топ пет листи у Аустралији, Француској, Италији, Шпанији и Норвешкој. Песма је била хит на топ листама и у Хондурасу, Венецуели, Костарики, Новом Зеланду и још неким земљама. Видео за песму снимио је Енди Хилтон (енгл. Andy Hylton). Група је 2011. године сарађивала са Кристал Вотерс (енг. Crystal Waters) на песми Le Bump која се нашла и на њиховом првом албуму Ladies and Mentamen који су објавили 2013. године. На албуму су сарађивали са доста других извођача, међу којима су: аустралијска звезда Гурумул (енгл. Gurrumul), ленгеда соул      (енгл. soul) музике Бети Рајт (енг. Betty Wright) и америчка реп звезда у успону Нола Дарлинг (енгл. Nola Darling). Такође, на албуму се нашао и њихов ремикс чувене песме Синди Лoпер (енгл. Cyndi Lauper) Girls Just Wanna Have Fun, узете сa поновно издатог Синдиног албума She's So Unusual.
Године 2015, вратили су се у студио заједно са DCUP-ом како би снимили обраду Родригезове (енгл. Rodriguez) песме Sugar Man. Обрада је доживела велики успех у Аустралији. Након овог успеха, направили су и обраду песме Soul Makossa, позантог саксофонисте Ману Дибанга (енгл. Manu Dibanga). Нови албум Je Suis Music избацили су 2016. године, а две године касније, у сарадњи са музичарем Кат Снејком (енгл. Cut Snake) EP (енгл. Extended Pla-y) под називом Chilimanjaro. Годину 2019, успешно су започели избацивши хит денс сингл Dance and Chant.

## Дискографија
| Назив албума       | Детаљи албума                                                                                 |
| ------------------ | --------------------------------------------------------------------------------------------- |
| Ladies & Mentalmen | - Објављен: 7. децембра 2012 - Издавачка кућа: "Sweat It Out" - Формат: CD, дигитално скидање |
| Je Suis Music      | - Објављен:26. августа 2016 - Издавачка кућа: "Sweat It Out" - Формат: Дигитално скидање      |

### Ремикси
- Алеша Диксон (енг. Alesha Dixon) - Drummer Boy (Јоланда Би Кул и DCUP Ремикс)
- ULC/ Хнан Соло (ULC/Hnan Solo) - Fortune Cookie (Jоланда Би Кул Ремикс)
- Џезбит (енг. Jazzbit) - Sing Sing Sing 2010 (Joлана Би Кул и  DCUP Ремикс)
- Денис Ферер (енг. Dennis Ferrer) - Hey Hey (Jоланда Би Кул Ремикс)
- Синди Лопер (енг. Cyndi Lauper) - Girls Just Wanna Have Fun (Jоланда Би Кул Ремикс)
- Индијан Самер (енг. Indian Summer) - Foreign Formula (Jоланда Би Кул Ремикс)

## Приватни живот
Чланови групе се не излажу много у јавности и ретко када дају интервјуе. Урадили су пар интервју-а са познатим музичарем Стивом Аокијем (енгл. Steve Aoki) 2013. године ради промоције новог албума. Том приликом су испричали како су последњих пар година више времена проводили по фестивалима на Ибизи (енгл. Ibiza) и у Берлину (енг. Berlin) него у родном Сиднеју (енгл. Sydney).
У интервју-у из 2018. године са часописом Брдхаус (енг. Тhe Birdhouse) поделили су како поред прављења музике, највише воле да сурфују и проводе време са породицом.

### Музички утицаји
У интервју-у са страницом Гетмјузик (енг. Getmusic) испричали су како им је омиљени уметник ди-џеј (енгл. dj) Рикардо Вилалобос (енгл. Ricardo Villalobos) пореклом из Чилеа (енг. Chile). Поред њега, диве се и музичарима као што су Рива Стар (енгл. Riva Starr) и АJAKС (енгл. AJAX).

### Музички почеци
Метју је почео да се бави музиком захваљујући пријатељу који му је једном приликом донео касете са разним групама, и каже да је слушајући их постао инспирисан да се бави музиком. Ендру је свирао гитару у бенду у школи и на факултету тако да је одувек био у том свету.